# کیلالا پرنسس
کیلالا پرنسس یا شاهدخت کیلالا (به انگلیسی: Kilala Princess) که در ژاپن به عنوان پرنسس کیرارا دیزنی، شناخته شده‌است یک سری مانگای فانتزی، عاشقانه، ماجراجویی شوجو نوشته شده توسط ریکا تاناکا و نشان داده شده توسط نائو کوداکا است. ۱۵ فصل اول توسط کودانشا در مجله ماهانه مانگا ناکایوشی به صورت سریال منتشر شد، در حالی که ۸ فصل آخر در فصلنامه ناکایوشی دوست‌داشتنی به صورت سریالی منتشر شد. بعداً در پنج جلد تانکوبون (جلدهای ۱ تا ۳ شامل فصول ناکایوشی و جلدهای ۴ تا ۵ حاوی فصل‌های دوست داشتنی ناکایوشی) گردآوری شد. داستان دربارهٔ دختر جوانی به نام کیلالا و شاهزاده گمشده‌ای به نام ری است که برای یافتن «پرنسس هفتم» به یکدیگر می‌پیوندند و پادشاهی پارادیزو را نجات می‌دهند. با این حال، نام کیلالا به عنوان یکی از اعضای مرتبط پرنسس‌ها در رسانه‌های بعدی دیگر از جمله سریال کینگدم هارتس، سوفیای یکم و رالف اینترنت را خراب می‌کند ذکر نشده‌است.
مجوز این سریال توسط توکیوپاپ در آمریکای شمالی و چوانگ یی در سنگاپور به زبان انگلیسی است. جلد اول به زبان انگلیسی در ژانویه ۲۰۰۷ چاپ شد. توکیوپاپ جلد ۱ و ۲ را منتشر کرده‌است، اما آنها را به «مانگا مینی» تقسیم کرده‌است، به این معنی که دو جلد به چهار قسمت تقسیم شدند. جلد ۴ توکیوپاپ در دسامبر ۲۰۰۷ منتشر شد و از آن زمان هیچ جلد دیگری منتشر نشده‌است.
مجوز توکیوپاپ برای کیلالا پرنسس برای مدتی منقضی شد، اما آنها از آن زمان این سریال را پس گرفتند و انتشار مجدد آن در ژوئیهٔ ۲۰۱۶ آغاز شد. کیلالا پرنسس ۲ در ژوئیهٔ ۲۰۱۹ آغاز شد.

## داستان
کیلالا رنو دختر جوانی است که عاشق دیزنی، به ویژه پرنسس‌های دیزنی است. او آرزو دارد با «شاهزاده جذاب» خود ملاقات کند و مانند شاهدخت‌های دیزنی پایان خوشی داشته باشد. داستان او دربارهٔ این است که چگونه با شاهزاده‌اش ملاقات می‌کند، پادشاهی پارادیزو را نجات می‌دهد و در نهایت، با سختی، خود یک شاهدخت می‌شود.

## شخصیت‌ها

### شخصیت‌های اصلی
کیلالا رنو (きらら・リーノ Kirara Rīno)
کیلالا، قهرمان داستان، یک دختر نوجوان شاد و پرانرژی است که از طرفداران پر و پا قرص شخصیت‌های دیزنی، به ویژه پرنسس‌های دیزنی است. کیلالا امیدوار است روزی شبیه آنها شود، اما رفتار ناشیانه و بداخلاقش، او را بسیار عقب می‌اندازد. او در مکانی متفاوت از والدینش است و آرزو می‌کند روزی دوباره آنها را ملاقات کند. بهترین دوست او اریکا و حیوان خانگی او تیپ است. او پس از بیدار کردن ری که بعداً عاشق او می‌شود، به تازگی قدرت شاهدخت‌ها را در اختیار گرفته‌است. او مشتاق دنیایی است که در آن سفر می‌کند، اما به سلامتی بهترین دوستش بسیار بیشتر اهمیت می‌دهد. کیلالا چیزهای مشترکی با اوتاکو دارد؛ یک اصطلاح ژاپنی که به کسی نسبت داده می‌شود که به سرگرمی، یا در این مورد، به دیزنی علاقهٔ شدید و وسواس‌گونه دارد. اگرچه این وسواس در دنیای واقعی بی فایده به نظر می‌رسد، اما در سفر به دنیای دیزنی به کمک او می‌آید.
در نیمه‌های سریال، کیلالا به لطف مادرش تغییر مدل مو را تجربه می‌کند. موهای او اکنون در تضاد با موهای پرپشت قبلی‌اش نازک‌تر و بلندتر است. سه حلقه موهای کیلالا گشادتر هستند و گیسوهای پشت سر او با رشته‌های سرخ جایگزین شده‌است.
ری (レイ)
ری، قهرمان مرد داستان، شاهزاده‌ای سرکش، سرسخت اما خوش‌نیت است که به شهر کیلالا آمده تا به دنبال شاهدخت کشورش، پارادیسو (パラディソス Paradisosu (Paradeisos)) باشد. کیلالا سعی کرد او را ببوسد زیرا ابتدا او را در خواب یافت و در کمال شرمندگی او، ری آن واقعه را به وضوح به یاد می‌آورد. کیلالا بعداً متوجه می‌شود که او یک شاهزاده است و این دو عاشق یکدیگر می‌شوند. بعداً در داستان، ری باید به پارادیزو برگردد و تاج شاهزاده هفتم را به کیلالا بدهد. او بعداً متوجه می‌شود که خاطراتش توسط والدو و کودتا که در تلاش برای تصرف کشورش هستند پاک شده‌است.
تیپ (ティッピ Tippi)
موش پرنده ماده حیوان خانگی کیلالا. تیپ صورتی است و روبانی در پشت دارد. در جلد ۲، تیپ شروع به صحبت می‌کند و کیلالا و ری را شگفت زده می‌کند. او فقط زمانی صحبت می‌کند که در دنیای پرنسس دیزنی باشد.
والدو (バルドー Barudō)
محافظ ری که همچنین همراه با او در جستجوی شاهدخت افسانه ای است. والدو بعداً یک آنتاگونیست آشکار شد که می‌خواهد با انسان‌نماهایش به جای انسان‌ها بر پارادیزو حکومت کند، گونه‌ای که او آن‌ها را به دلیل احساسات «غیرضروری» شان بی‌ارزش و غیرمولد می‌داند.
اریکا (エリカ Erika)
اریکا که یکی از شخصیت‌های مکمل داستان است، بهترین دوست کیلالا و دانش آموز نمونه مدرسه‌اش است. اریکا بسیار دوستانه، ناز و مهربان است، او بسیار شبیه یک شاهدخت است. پس از تاج‌گذاری شاهدخت در مسابقه شاهدخت، توسط دو مرد شنل پوش (که بعدها مشخص شد انسان‌نما هستند) ربوده می‌شود و به کیلالا و همراهان تازه‌یافته‌اش بستگی دارد که او را بازیابی کنند. بلافاصله پس از ماجراجویی کیلالا و ری در دنیای سفید برفی، این دو نفر اریکا را پیدا می‌کنند، اما او رفتاری کاملاً غیرعادی دارد و حتی سعی می‌کند تاج پادشاهی هفتم را بدزدد، زیرا مردان اریکا را هیپنوتیزم کردند تا تاج را برای آنها بدزدد. در جلد ۲ مشخص می‌شود که او هفتمین شاهدخت نیست.
سیلفی (シルフィ Shirufi)
شاهدخت زیبای فلورادیسو و رقیب کیلالا. او ادعا می‌کند که نامزد ری است، اگرچه گفته می‌شود که این غیررسمی است. سیلفی دقیقاً برعکس کیلالا است: سطحی، بی ملاحظه و نفرت‌انگیز، اما او در زیر نگرش سردش، قلب خوبی دارد. او پس از آموختن شفقت و دلبستگی به کیلالا، به ری و کیلالا اجازه می‌دهد با هم باشند.
پرنسس‌های دیزنی
۶ شاهدخت موفق، خوش‌اخلاق و زیبا از آثار معروف دیزنی، صنم‌های کیلالا هستند، زیرا آرزوهای او برای یافتن یک شاهزاده جذاب و زندگی در یک زندگی ناز و نعمت است. این شاهدخت‌ها بل، آورورا، سیندرلا، آریل، سفید برفی و یاسمین هستند.

### شخصیت‌های کوچک
والدین کیلالا
کنتا
مردی که عاشق اریکا است. کنتا حتی به پس پارتی سالانه پرنسس رفت. او و کیلالا گاهی همدیگر را مسخره می‌کنند. این احتمال وجود دارد که او با اریکا قرار داشته باشد.
هفت کوتوله
ملکه بدجنس
فلاوندر
سباستین
شاهزاده اریک
شاه تریتون
اسپات
اورسولا
فلوتسام و جتسام
میل
دختری که به پری اعتقاد دارد. او وقتی کیلالا به دلیل خواندن کتاب در مورد پری مورد آزار و اذیت قرار گرفت با او ملاقات کرد و باورش را از دست داد، اما پس از صحبت با کیلالا دوباره به پری معتقد شد و پری به کمک کیلالا آمد.
گاس و جک
لیدی ترمین
آناستازیا و دریزلا ترمین
تینکربل
دیو
گاستون
لومیر
خانم پاتس
کاگزورث
چیپ
لفو
فوت‌ستول
فلور، فاونا و مری‌وتر
مالیفیسنت
علاءالدین
ابو
جن
قالی جادویی
جعفر
یاگو
سلطان

## یادداشت
1. ↑  ژاپنی: Disney's きらら☆プリンセス هپبورن: Dizunii Kirara Purinsesu[۱][۲][۳][۴][۵]?

1. ↑  Rika Tanaka
2. ↑  Nao Kodaka
3. ↑  Nakayoshi Lovely
4. 1 2  Kilala Reno
5. ↑  Paradiso
6. 1 2  Rei
7. ↑  Tippe
8. ↑  Valdou
9. ↑  Erica
10. ↑  Sylphy
11. ↑  Floradiso
12. ↑  The Annual Princess After-party
13. ↑  Gus and Jaq
14. ↑  Lady Tremaine
15. ↑  Anastasia and Drizella Tremaine
16. ↑  Tinker Bell
17. ↑  Beast
18. ↑  Gaston
19. ↑  Lumière
20. ↑  Mrs. Potts
21. ↑  Cogsworth
22. ↑  Chip
23. ↑  LeFou
24. ↑  Footstool
25. ↑  Flora, Fauna, and Merryweather
26. ↑  Maleficent
27. ↑  Abu
28. ↑  Genie
29. ↑  Iago